# Ellis Paul

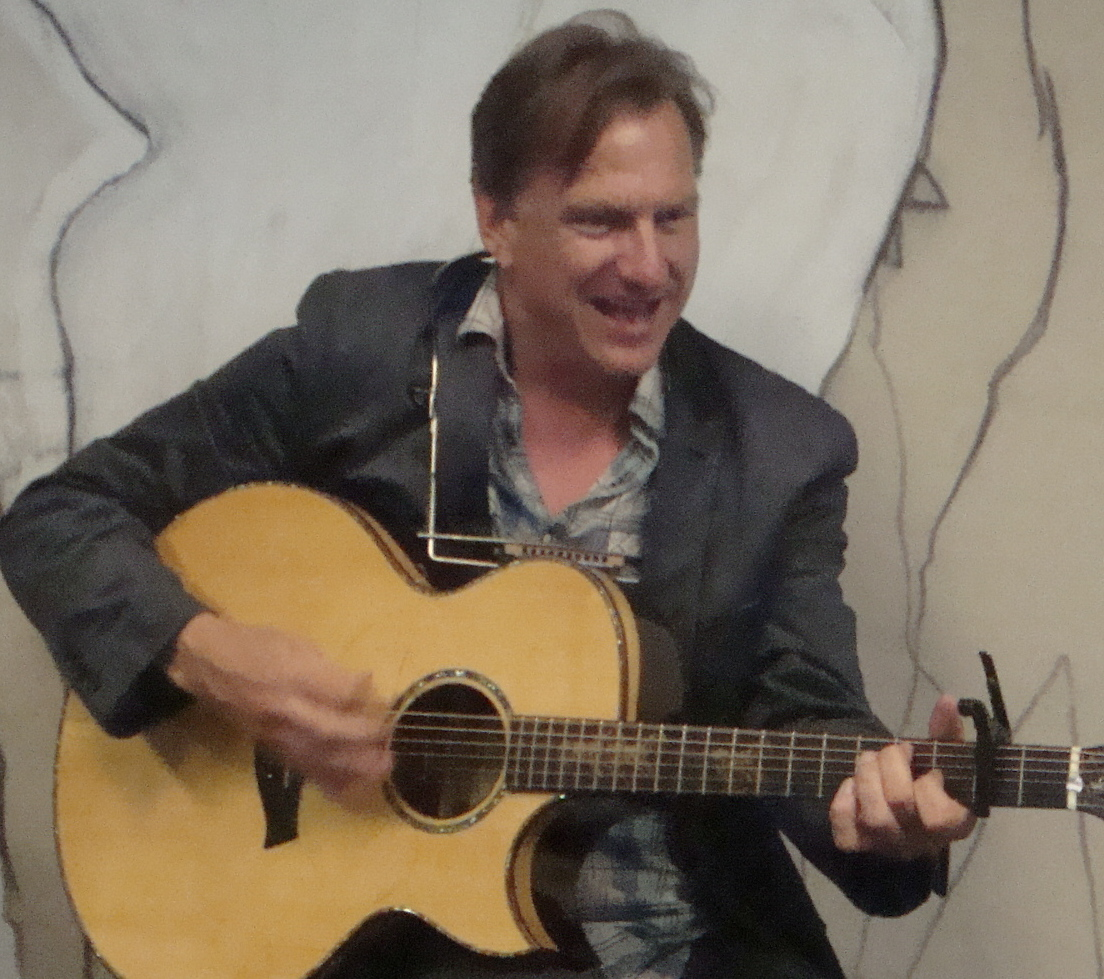
Ellis Paul (2014)

Ellis Paul (* 14. Januar 1965 in Aroostook County; gebürtig Paul Plissey) ist ein US-amerikanischer Singer-Songwriter und Folk-Musiker. Paul gilt als eine Schlüsselfigur der sogenannten Bostoner Schule des Songwritings. Mehrere seiner Popsongs erschienen in Film- und Fernseh-Produktionen.